# On the Road (película)
On the Road es una adaptación al cine de la novela de Jack Kerouac del mismo nombre, dirigida por Walter Salles y estrenada en 2012. La historia está basada en los años que Kerouac pasó viajando por América en la década de 1940 junto a su amigo Neal Cassady y otras figuras como William S. Burroughs y Allen Ginsberg. La película contó con Francis Ford Coppola como productor ejecutivo y fue protagonizada por Garrett Hedlund, Sam Riley, Kristen Stewart, Alice Braga, Amy Adams, Tom Sturridge, Danny Morgan, Elisabeth Moss, Kirsten Dunst y Viggo Mortensen.
On the Road fue proyectada y seleccionada para competir por la Palma de Oro en el Festival de Cannes 2012.

## Argumento
Después de la muerte de su padre, Sal Paradise (Sam Riley), un neoyorquino aspirante a escritor, conoce a Dean Moriarty (Garrett Hedlund), un encantador exconvicto, casado con la muy libre y seductora Marylou (Kristen Stewart). Sal y Dean se afianzan instantáneamente. Decididos a no quedar atrapados en una vida limitada, cortan sus respectivos lazos y se dirigen a la carretera con Marylou. Sedientos de libertad, los tres jóvenes salen en busca del mundo, de otros encuentros y de ellos mismos. Son el retrato de la generación beat viviendo el aquí y ahora durante los años 1940. Su búsqueda de "eso" resulta en un energético y acelerado viaje con altos y bajos a lo largo de los Estados Unidos.
Los personajes están basados en personas de la vida real, Jack Kerouac explicó: "Debido a las objeciones de mis primeros editores, no pude usar los nombres verdaderos de cada persona".

## Reparto
| Actor           | Personaje                | Persona real         |
| --------------- | ------------------------ | -------------------- |
| Garrett Hedlund | Dean Moriarty            | Neal Cassady         |
| Sam Riley       | Salvatore "Sal" Paradise | Jack Kerouac         |
| Kristen Stewart | Marylou                  | LuAnne Henderson     |
| Amy Adams       | Jane                     | Joan Vollmer         |
| Tom Sturridge   | Carlo Marx               | Allen Ginsberg       |
| Danny Morgan    | Ed Dunkel                | Al Hinkle            |
| Alice Braga     | Terry                    | Bea Franco           |
| Elisabeth Moss  | Galatea Dunkel           | Helen Hinkle         |
| Kirsten Dunst   | Camille                  | Carolyn Cassady      |
| Viggo Mortensen | Old Bull Lee             | William S. Burroughs |
| Terrence Howard | Walter                   |                      |
| Steve Buscemi   | Tall Thin Salesman       |                      |
| Giselle Itié    | Tonia                    |                      |

## Desarrollo

### Anteriores intentos de adaptación
La adaptación de On the Road había estado en espera por años. En 1957, Jack Kerouac le escribió una carta de una página al actor Marlon Brando sugiriéndole que interprete a Dean Moriarty, mientras que Kerouac interpretaría a Sal Paradise. En la carta, Kerouac se imaginaba la película siendo filmada "con la cámara en el asiento delantero del auto mostrando la carretera (día y noche)". Brando nunca respondió la carta y más tarde Warner Brothers ofreció US$110.000 por los derechos del libro de Kerouac pero su representante, Sterling Lord, no aceptó. Lord esperaba US$150.000 de Paramount Pictures, quienes querían a Brando en la película. El acuerdo no se concretó y a Kerouac le molestó que su representante pidiera esa cantidad de dinero.
El cineasta Francis Ford Coppola compró los derechos en 1979. A lo largo de los años, contrató a varios guionistas para adaptar el libro al guion, incluyendo a Michael Herr y Barry Gifford solo para que Coppola escribiera su propio borrador junto a su hijo, Roman Coppola. En 1995, el realizador planeaba filmarla en 16 mm en blanco y negro, y realizó cástines junto al poeta Allen Ginsberg, pero el proyecto fue cancelado. Coppola declaró: "Intenté escribir un guion, pero nunca supe cómo hacerlo. Es difícil, es un trabajo de época. Es muy importante que sea de época. Cualquier cosa de época cuesta mucho dinero". Varios años después, lo intentó nuevamente con Ethan Hawke y Brad Pitt para interpretar a Sal Paradise y Dean Moriarty respectivamente, pero el proyecto volvió a fallar. En el año 2001, Coppola contrató al novelista Russell Banks para escribir el guion y planeaba realizar la película con Joel Schumacher como director y con Brad Pitt como Dean Moriarty y Billy Crudup reemplazando a Hawke en el papel de Sal Paradise. Según se informó, Schumacher quería a Colin Farrell para el papel de Moriarty y el proyecto fue archivado.

### Preproducción
Coppola había visto Diarios de motocicleta y contrató al director Walter Salles. A Salles le gustó la novela porque, según él, es acerca de gente "tratando de entrar en una sociedad que es impermeable" y que quiere "lidiar con una generación que choca con su sociedad". A finales de 2008, estaba a punto de cerrar el acuerdo para realizar la película cuando la economía estadounidense colapsó y la inversora francesa Pathé decidió hacer importantes recortes al presupuesto original de 35 millones de dólares. La productora Rebecca Yeldham notó que no podrían hacer la película que Salles había imaginado en un principio. Sin embargo, hablando con MK2 Productions en París acerca de posibles proyectos, le preguntaron a Salles si tenía algún proyecto predilecto. Les habló sobre On the Road y en el Festival de Cannes 2010, MK2 confirmó la producción del proyecto con un presupuesto de 25 millones de dólares, en asociación con Film4 en el Reino Unido, Videofilmes en Brasil y American Zoetrope, la compañía de Coppola.
Como anticipo de la película, Salles realizó el documental Searching for On the Road, en donde hizo el mismo viaje por carretera que el protagonista de la novela, Sal Paradise, y habló con poetas beat que conocieron a Kerouac. Lo hizo para entender "la comejidad de la prosa jazzera y el clima sociopolítico de ese periodo". Salles estuvo a veces acompañado por el guionista de la película José Rivera además de pasar seis meses leyendo a Kerouac. A continuación, Rivera comenzó a escribir el guion, produciendo aproximadamente 20 borradores. Los últimos borradores se alejaban más del libro y se acercaban al manuscrito original, que había sido tipeado en un rollo de papel de más de 35 metros que tenía todos los nombres reales.

### Casting
En 2010, Salles tuvo que convencer al reparto que había reunido en 2007 para que permanecieran ligados al proyecto. Entre ellos estaban Sam Riley quien interpreta al alter ego de Kerouac, Sal Paradise; Garrett Hedlund como Dean Moriarty, quien había estado relacionado con el papel desde septiembre de 2007; y Kristen Stewart como Marylou. Salles se había decidido por ella después de ver la película Into the Wild, pero tuvo que filmar sus escenas antes de octubre de 2010, antes de que empezara a filmar The Twilight Saga: Breaking Dawn.
Más tarde Kirsten Dunst fue confirmada como Camille. En agosto de 2010, Viggo Mortensen y Amy Adams se unieron al reparto, Mortensen para el papel de Old Bull Lee (William S. Burroughs) y Adams para su esposa, Jane (Joan Vollmer). El actor inglés Tom Sturridge fue confirmado para interpretar a Carlo, poeta y amigo de Sal Paradise y Dean Moriarty.
Salles volvió a trabajar con algunos de los miembros del equipo con el que trabajó en Diarios de motocicleta, incluyendo la productora Rebecca Yeldham, el guionista José Rivera, el director de fotografía Eric Gautier, el diseñador de producción Carlos Conti, y el compositor Gustavo Santaolalla.
Antes de que comenzara la filmación en Montreal el reparto completo fue a un "campamento beatnik" de tres semanas, según Stewart, que consistió en leer literatura acerca de la generación beat y fue dirigido por el biógrafo de Kerouac, Gerald Nicosia. Este proyectó una entrevista grabada en 1978 a LuAnne Henderson, esposa de Neal Cassady, en quien se basa Marylou, el personaje del libro. Para transmitirle al reparto una idea del tipo de película que él imaginaba, Salles proyectó À bout de souffle de Jean-Luc Godard y Shadows de John Cassavetes.

### Filmación
La filmación comenzó el 4 de agosto de 2010 en Montreal, Canadá. Después de un mes de filmaciones de Montreal, el 17 de agosto la producción se trasladó a Gatineau, Quebec, sitio que hace de Denver, Colorado, en 1947. A mediados de octubre de 2010, se filmó durante cinco días en los alrededores de Calgary, Alberta. También se filmó en Nueva Orleans por un mes, antes de regresar a Montreal para filmar las últimas escenas. La producción filmó durante una semana en diciembre de 2010 en San Francisco. En un principio, Salles quería filmar en México durante varias semanas pero debido a las guerras relacionadas al narcotráfico, se pudo filmar muy poco y el equipo se trasladó a Arizona en su lugar. Además, la producción filmó en Argentina y Chile con el actor Garrett Hedlund en una escena donde éste conduce un Hudson Hornet del 1949 en la cordillera de los Andes durante una tormenta de nieve. Kristen Stewart viajó a Argentina para filmar escenas invernales en Neuquén durante tres días.
El actor Hedlund describió el rodaje como "parecido a un rodaje guerrilla. Por momentos, sólo había algunos miembros del equipo alrededor nuestro y es una situación muy tranquila". El director de fotografía Eric Gautier filmó varias escenas con una cámara en mano y Salles alentó al reparto a improvisar y "hacer fluir las escenas y tener rítmo", dijo Hedlund.

## Estreno
On the Road fue proyectada el 23 de mayo de 2012 en el Festival de Cannes, donde fue nominada al premio más importante. Una versión más corta, de 124 minutos, fue proyectada el 6 de septiembre del mismo año en el Festival de Cine de Toronto.
Los derechos de distribución para Norteamérica fueron comprados por AMC Networks y el estreno en los cines corrió a cargo de IFC Films y Sundance Selects. Lionsgate compró los derechos para el Reino Unido.
La película fue estrenada en Estados Unidos el 21 de diciembre de 2012. Junto a su estreno en los cines, la película fue lanzada en IFC Films video.

### Taquilla
La película tuvo un estreno limitado y recaudó 744.296 dólares en Estados Unidos y 8.040.022 en el resto del mundo, con un total mundial de 8.784.318 dólares.

### Crítica

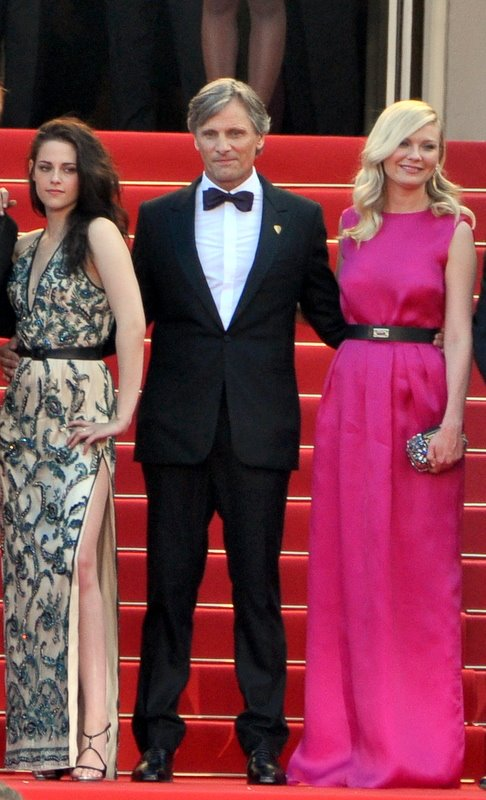
Kristen Stewart, Viggo Mortensen y Kirsten Dunst promocionando la película en el Festival de Cannes 2012.

Las primeras reseñas de On the Road fueron generalmente mixtas, aunque elogiaron la actuación de Garrett Hedlund y la fotografía de Eric Gautier. La película tiene un puntaje de 45 % en Rotten Tomatoes, basado en 154 reseñas, y un promedio de 5,5 sobre 10.
En su crítica para The Hollywood Reporter, Todd McCarthy elogió la película: "Mientras que el impacto dramático es variable, visual y auditivamente es un placer constante. La cinematografía de Eric Gautier está llena de un sin fin de recusos, haciendo gran uso de fantásticas y diversas locaciones". McCarthy también habló bien de la actuación de Hedlund diciendo: "Aunque la trama es de Sal/Kerouac, el personaje estelar es Dean, y Hedlund tiene el encanto para él; entre los hombres, él es el único a quien siempre observas, y el actor efectivamente capta la personalidad impulsiva, buscadora de emociones, arriesgada y evitadora de responsabilidades del personaje". Owen Gleiberman de la revista Entertainment Weekly escribió: "Lo mejor de la película es la actuación de Garrett Hedlund como Dean Moriarty, cuya hambre por la vida -ávida, erótica, insaciable, destructiva- despierta una llama que iluminará el camino hacia una nueva era. Hedlund es tan bueno como Brad Pitt de joven, y como Pitt, es un actor astuto".
La actuación de Kristen Stewart generó reacciones mixtas, un crítico dijo: "la esperanza de que esta actriz fuese lo suficiente madura como para expandirse y sumergirse en otro personaje además de Crepúsculo se desvanece rápidamente de forma decepcionante. Mientras que los otros actores actúan convincentemente, Stewart simplemente está floja", y "Stewart como Marylou completa un torpe trío durante gran parte de la película y mientras que es poco lo que ella tiene para hacer, hace muy poco dentro de lo que tiene para hacer". Otro crítico notó que Stewart "engatusa, ofreciendo breves momentos de pasión... interpretando criminalmente un carácter en Marulou que se supone que debería arder de energía". Sin embargo, Kyle Buchanan de la revista New York escribió: "Por supuesto, no hay nada de lo que arrependirse en la actuación de Stewart: restablece a la prometedora actriz secundaria vista por última vez en Into the Wild y mantiene en cautiverio a la protagonista de Crepúsculo por años". En su crítica para The Hollywood Reporter, Todd McCarthy afirmó que Stewart "es perfecta para el papel".
En su reseña para The New York Times, Manohla Dargis criticó la película diciendo: "El Sr. Salles, un director inteligente cuyos films incluyen Diarios de motocicleta, no invierte en On the Road con la furia que requiere su estilo visual, narrativa y personajes. La falta de furia -la ausencia de peligro, incertidumbre o profundo sentimiento por los locos- hiere especialmente a Dean, quien a pesar del atrayente Sr. Hedlund, nunca salta de la pantalla para mostrarte como Cassady entusiasmó a Kerouac y al resto". Peter Bradshaw de The Guardian dijo que la película fue "una road movie atractiva estéticamente pero sin dirección y auto-aduladora", y que tuvo "un conmovedor tipo de tristeza al mostrar cuan pobre se estaba volviendo Dean, un material crudo para la ficción, destinado a ser olvidado al mismo tiempo que Sal se volvía un pez gordo en Nueva York. Pero esta tristeza no puede disipar la radiante autocomplacencia del trío de la película". Finalmente, Richard Corliss de la revista Time tuvo problemas con el enfoque de Salles hacia el material: "Aunque hay un montón de buen jazz de fondo, a la película le falta la exuberante síncopa de la novela - le talta el Beat. Algún día alguien podría hacer una película digna de On the Road, pero Salles no fue el que lo intentó. Este viaje no va hacia ningún lado".